# Leone Gessi
Leone Gessi (Pieve di Cento, 2 maggio 1889 – Roma, 1º luglio 1967) è stato un pubblicista e critico letterario italiano. Si distinse per l'interesse letterario verso la cultura romana e cristiana, oltre che per i numerosi studi attorno l'opera manzoniana de "I promessi sposi".

## Biografia
Nato al confine tra le terre d'Emilia e di Romagna, si laureò in legge a Ferrara ma presto si trasferì a Roma, dove passò il resto della vita con la moglie Luisa dei Conti Chiarelli da cui ebbe tre figli: Francesco, Maria Marcella e Giuseppe.
Nella capitale fu funzionario con incarichi speciali presso il Governatorato della Città del Vaticano, dedicando i tempi liberi all'attività letteraria e giornalistica.

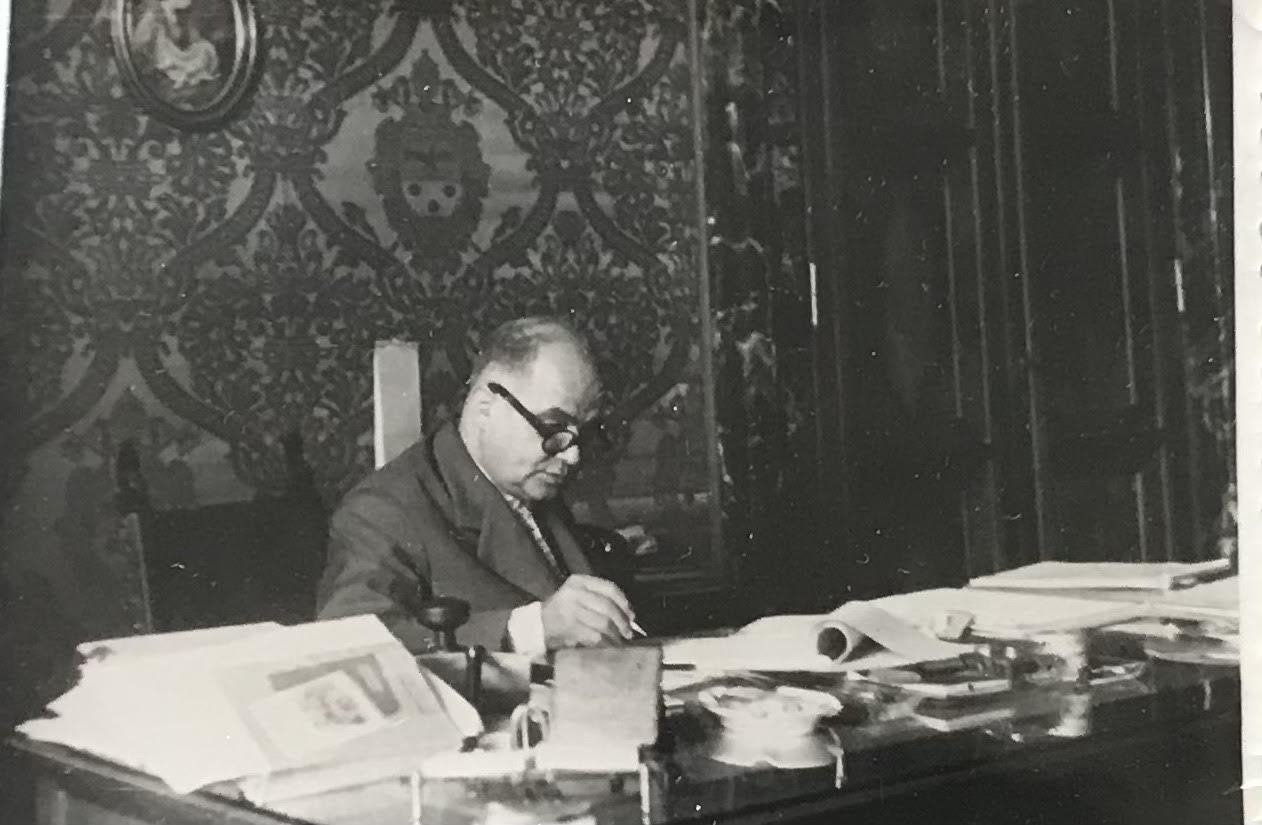
Leone Gessi nel suo studio romano

Nel mondo giornalistico esordì nel 1912; fu redattore de "L'Avvenire d'Italia" di Bologna e del "Corriere di Roma". Direttore de L'Italia di Milano e corrispondente da Roma di vari periodici durante la prima guerra mondiale, la sua attività si sviluppò proficuamente sulle pagine de "L'Osservatore Romano", "L'Osservatore della Domenica", "Il Corriere d'Italia", "L'illustrazione vaticana", "L'Illustrazione Italiana" e "Le Vie d'Italia" con articoli di letteratura e vario interesse.
Di suo interesse letterario fu Roma nelle sue curiosità storiche, sacre, folcloristiche locali a cui dedicò pagine che dilettarono il Conte Giuseppe Dalla Torre, Silvio Negro, Giuseppe Alessandrini, Silvio d'Amico, Augusto Jandolo e tutti i lettori dell'"Osservatore" e della "Strenna dei Romanisti".  
Sempre nel trattare Roma, notevoli furono le collaborazioni con l'Ente Provinciale per il Turismo, cui preparò piccole e fortunate "Guide" d'occasione. Questo tipo di produzione, tuttavia, conobbe il suo meglio nell'illustrazione di Città del Vaticano. Diversi furono i suoi volumetti guida: "La Città del Vaticano", "Nella casa del padre", "Confidenze con la cupola di Michelangelo", "Sei giorni in Vaticano". 
Tra i suoi altri interessi spicca l'attività critica attorno "I promessi Sposi", cui dedicò diversi volumi ed anche un commento ad un'edizione del romanzo edito dalla casa editrice Signorelli. Per quest'ultima ha diretto la collana di studi e saggi “Conoscere Manzoni”.

## Attività letteraria

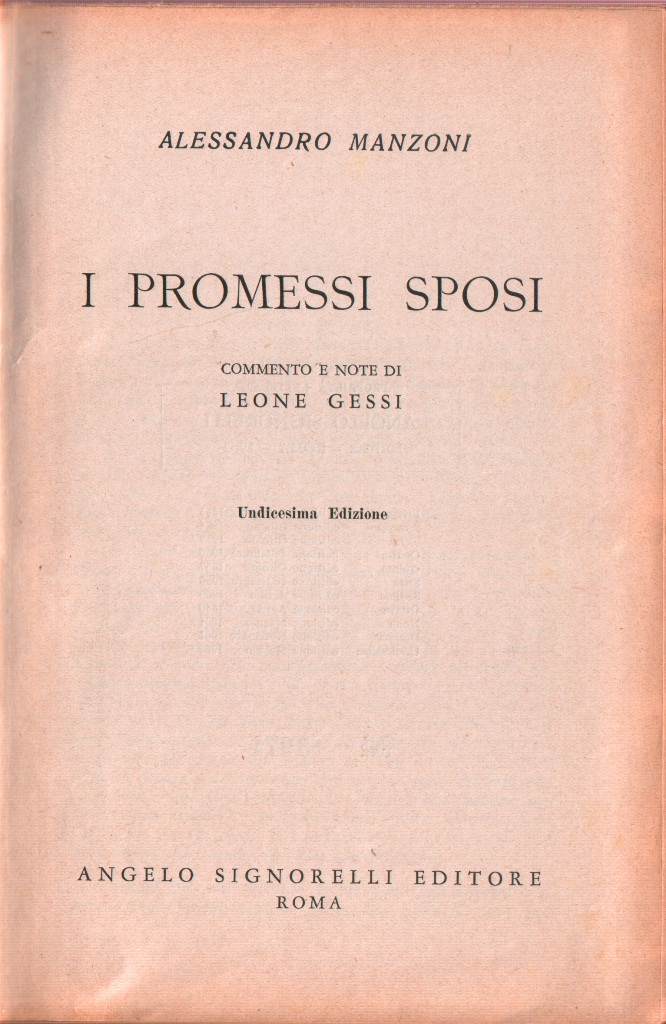
l'edizione dei Promessi Sposi con note critiche e commenti di Leone Gessi

### Gessi critico manzoniano
Si evidenziò come critico delle opere manzoniane in particolare i Promessi Sposi cui dedicò sei testi e molti anni della sua vita. Sicuramente tra i più preparati e profondi conoscitori di Alessandro Manzoni ci descrive la sua opera come pochi altri hanno saputo fare: con rigore e con chiarezza, prendendo quasi come missione il farla conoscere alle nuove generazioni.
Utile guida per capire ed interpretare il pensiero dell'Autore nei passi difficili ed impegnativi in quelli più facili non manca di farli apprezzare meglio indicando particolari che ai più sfuggirebbero.
Tratto da: Arte e morale nei Promessi Sposi
"...Manzoni sempre Manzoni, gioia e pena sempre lui.
Chi non lo capisce non lo sopporta: è ovvio. Chi lo intende lo ama al punto che se lo trova sempre in cima ai pensieri e mescolato agli affetti. E più lo comprende e più lo ama. Esso è una fonte di luce che dà calore e vita. Abbaglia gli incauti, questo sì, confonde i presuntuosi, tormenta le talpe.
Egli è che si ha paura del Manzoni, perché logico e coerente; nella sua bonomia implacabile...". Leone Gessi
Nella collana che diresse per l’editore Signorelli, oltre ai suoi “Pensandoci su” e “Arte e morale bei Promessi Sposi”, troviamo i testi “La storia nei Promessi Sposi” di Aldo Berselli, e “I Promessi Sposi visti da un medico” di Mario Mazzitelli.

### Collaborazione con il "Gruppo dei romanisti"
La sua passione per l'Urbe, cui dedicò diverse pubblicazioni, lo portò a collaborare con il "Gruppo dei romanisti". Attivo nel gruppo, fu fra i compilatori della "Strenna", oltre che suo assiduo collaboratore tra gli anni ‘40 e ‘50.